# Flugplatz Braga-Palmeira

i7
i11
i13
Der Flugplatz Braga (portugiesisch Aeródromo Municipal de Braga-Palmeira, IATA-Code: BGZ, ICAO-Code: LPBR) ist ein portugiesischer Flugplatz im Ortsteil Palmeira rund sechs Kilometer nördlich der Stadt Braga. Er verfügt über eine mit 950 Metern Länge vergleichsweise kurze Start- und Landebahn. Er wird ausschließlich von Sport- und Privatflugzeugen genutzt.
Eröffnet wurde der Flugplatz am 22. Juni 1929 mit der Landung eines Militärflugzeuges der Junkers Flugzeugwerk AG. Die Junkers F13 wurde durch Kapitän Amado da Cunha pilotiert.
Im Jahr 1990 wurde rund um den Flugplatz Braga eine 3,02 Kilometer lange Automobilrennstrecke Circuito Vasco Sameiro gebaut. Auf dem Flugplatzgelände befindet sich auch eine Kart-Rennstrecke (Kartódromo Internacional de Braga) Austragungsort der internationalen Kartsport-Meisterschaften.